# Rugby Challenge 2017
El Rugby Challenge de 2017 fue la primera edición del torneo para selecciones provinciales de Sudáfrica.
El torneo se disputó en el primer semestre en paralelo al Súper Rugby, mientras que la Currie Cup se disputó en el segundo semestre.
El campeón fue el equipo de Western Province quienes obtuvieron su primer campeonato.

## Sistema de disputa
El torneo se disputó en zonas que se distribuyeron por cercanía geográfica, los dos mejores equipos de cada zona y los dos mejores terceros clasificaron a los cuartos de final.

## Clasificación

### Sección Norte
| Pos. | Equipo       | Encuentros | Encuentros | Encuentros | Encuentros | Tantos | Tantos | Tantos | PB | PB | Puntos |
| Pos. | Equipo       | PJ         | PG         | PE         | PP         | F      | C      | Dif    | BO | BD | Puntos |
| ---- | ------------ | ---------- | ---------- | ---------- | ---------- | ------ | ------ | ------ | -- | -- | ------ |
| 1.º  | Golden Lions | 8          | 7          | 0          | 1          | 485    | 208    | +277   | 7  | 1  | 36     |
| 2.º  | Blue Bulls   | 8          | 5          | 0          | 3          | 376    | 240    | +136   | 7  | 2  | 29     |
| 3.º  | Pumas        | 8          | 5          | 1          | 2          | 314    | 217    | +97    | 7  | 0  | 29     |
| 4.º  | Falcons      | 8          | 1          | 1          | 6          | 273    | 386    | −113   | 7  | 3  | 16     |
| 5.º  | Welwitschias | 8          | 1          | 0          | 7          | 140    | 537    | −397   | 2  | 0  | 6      |

|  | Cuartos de final. |

### Sección Central
| Pos. | Equipo              | Encuentros | Encuentros | Encuentros | Encuentros | Tantos | Tantos | Tantos | PB | PB | Puntos |
| Pos. | Equipo              | PJ         | PG         | PE         | PP         | F      | C      | Dif    | BO | BD | Puntos |
| ---- | ------------------- | ---------- | ---------- | ---------- | ---------- | ------ | ------ | ------ | -- | -- | ------ |
| 1.º  | Griquas             | 8          | 6          | 1          | 1          | 335    | 213    | +122   | 8  | 1  | 35     |
| 2.º  | Natal Sharks        | 8          | 5          | 1          | 2          | 288    | 150    | +138   | 6  | 1  | 29     |
| 3.º  | Free State Cheetahs | 8          | 3          | 0          | 5          | 253    | 301    | −48    | 6  | 4  | 22     |
| 4.º  | Leopards            | 8          | 3          | 0          | 5          | 199    | 276    | −77    | 4  | 1  | 17     |
| 5.º  | Griffons            | 8          | 2          | 0          | 6          | 227    | 362    | −135   | 4  | 1  | 13     |

### Sección Sur
| Pos. | Equipo                 | Encuentros | Encuentros | Encuentros | Encuentros | Tantos | Tantos | Tantos | PB | PB | Puntos |
| Pos. | Equipo                 | PJ         | PG         | PE         | PP         | F      | C      | Dif    | BO | BD | Puntos |
| ---- | ---------------------- | ---------- | ---------- | ---------- | ---------- | ------ | ------ | ------ | -- | -- | ------ |
| 1.º  | Western Province       | 8          | 8          | 0          | 0          | 312    | 171    | +141   | 7  | 0  | 39     |
| 2.º  | Eastern Province Kings | 8          | 5          | 0          | 3          | 235    | 222    | +13    | 4  | 1  | 25     |
| 3.º  | Border Bulldogs        | 8          | 4          | 0          | 4          | 215    | 264    | −49    | 4  | 2  | 22     |
| 4.º  | Boland Cavaliers       | 8          | 3          | 0          | 5          | 193    | 198    | −5     | 4  | 2  | 18     |
| 5.º  | SWD Eagles             | 8          | 0          | 0          | 8          | 183    | 283    | −100   | 3  | 6  | 9      |

### Cuartos de final
| 1 de julio | Golden Lions | 43 - 32 | Pumas |  |  |

| 1 de julio | Griquas | 73 - 41 | Eastern Province Kings |  |  |

| 2 de julio | Natal Sharks | 18 - 23 | Blue Bulls |  |  |

| 2 de julio | Western Province | 26 - 0 | Free State Cheetahs |  |  |

### Semifinales
| 9 de julio | Golden Lions | 21 - 33 | Griquas |  |  |

| 9 de julio | Western Province | 28 - 24 | Blue Bulls |  |  |

### Final
| 16 de julio | Western Province | 28 - 19 | Griquas | Florida Park, Parow |  |

| Bandera de Sudáfrica     |
| Campeón Western Province |
| Primer título            |